# Elia (skulptur)
 For alternative betydninger, se Elia. (Se også artikler, som begynder med Elia)
Elia er en skulptur ved Herning Kunstmuseum, tegnet af Ingvar Cronhammar og afsløret 27. september 2001.
Navnet Elia er en henvisning til den gammeltestamentlige profet Elias. Anlægsprisen var ca. kr. 23 mio. (2001).

## Bestanddele
Elia er en stålkuppel, der med en diameter på 60 meter i terrænhøjde rejser sig over marken ved Herning. Fra toppen af kuplen (ca. 11 meter oppe) rejser sig fire stålsøjler, så den samlede højde udgør ca. 32 meter. To 10 meter brede trapper er anlagt på hver side af skulpturen.
Midt i skulpturen sidder en stor gasbrænder, som en gang i løbet af en 19 dages periode laver en 8,4 meter høj og 1 meter bred ildsøjle i omkring 30 sekunder. Tidspunktet for udladningen er tilfældig og styres af en computer.
Skulpturen er konstrueret således, at den er i stand til at modtage lynnedslag. Når dette finder sted, vil skulpturen svare med et ekko af ca. 40 sekunders varighed.

## Ulykker
Den 30. oktober 2016 døde en 21-årig mand ved at falde ned i midten, to måneder senere den 29. december 2016 døde en kvinde på samme måde.. Dette resulterede i sidste ende i, at skulpturen fik et sikkerhedsnet installeret. I forbindelse med monteringen af nettet faldt en montør flere meter ned og måtte efterfølgende køres til hospitalet med ambulance. Den 23. marts 2021 døde en 46-årig mand i et af de fire stålrør i forbindelse med vedligehold af skulpturen. 

## Dimensioner & materialer
Skulpturen har følgende dimensioner og materialebrug.
| Mål                        | Meter  |
| -------------------------- | ------ |
| Diameter v. terræn         | 60,00  |
| Højde o. terræn (søjler)   | 32,00  |
| Højde til øverste platform | 11,22  |
| Radius i stålkuplen        | 42,00  |
| Radius i bund              | 110,80 |
| Trappebredde               | 10,00  |
| Trappetrinshøjde           | 0,34   |

| Materialer          | Mængde         |
| ------------------- | -------------- |
| Stålplader          | 270 t          |
| Konstruktionsstål   | 80 t           |
| Stålsøjler          | 30 t           |
| Beton               | 250 m³         |
| Pulverasfalt        | 300 t          |
| Armeringsjern       | 15 t           |
| Udgravet jordmængde | 7.000 m³       |
| Terrænregulering    | 20.000 m³ jord |

## Ekstern henvisning
- Elia.dk Arkiveret 4. august 2003 hos  Wayback Machine
- Stort foto Arkiveret 8. maj 2022 hos  Wayback Machine

|  | Denne artikel om en bygning eller et bygningsværk kan blive bedre, hvis der indsættes et (bedre) billede. Du kan hjælpe ved at afsøge Wikimedia Commons for et passende billede eller lægge et op på Wikimedia Commons med en af de tilladte licenser og indsætte det i artiklen. |

56°07′38″N 9°01′38″Ø / 56.1271°N 9.0271°Ø